# Supercoppa d'Egitto 2015
La Supercoppa d'Egitto 2015 si è svolta il 15 ottobre 2015 all'Hazza Bin Zayed Stadium nella città di Al Ain, negli Emirati Arabi, ed è stata la 15ª edizione del trofeo e la prima giocata fuori dall'Egitto. La finale ha visto il trionfo dell'Al-Ahly sullo Zamalek per 3-2.

## Antefatti
Per la nona volta nella storia della competizione i Diavoli rossi conquistano la supercoppa nazionale, figurando l'unico club egiziano ad aver raggiunto tale traguardo. Nei quattro precedenti contro lo Zamalek, i biancorossi hanno avuto sempre la meglio aggiudicandosi le seguenti edizioni: 2003, 2008, 2014 e 2015. Per la prima volta dopo le 14ª edizioni precedenti giocate in Egitto, la finale si è svolta negli Emirati Arabi, nella città di Al Ain all'Hazza Bin Zayed Stadium. Al 77' la partita è stata interrotta a causa di un duro scontro che ha causato una rissa in campo fra le due rivali, ma dopo qualche minuto il match è ripreso.

## Tabellino
| Arbitro: | Velasco Carballo |

|                           |           |                                    |
| Gaber 26’ Abdelmoneim 83’ | Marcatori | 45+5’ (rig.), 54’ Said 69’ Zakaria |

### Formazioni
| Zamalek: (4-5-1)  |    |                      |  |             |
|                   |    |                      |  |             |
| P                 | 1  | Ahmed El Shenawy     |  |             |
| D                 | 12 | Ahmed Tawfik         |  | Ammonizione |
| D                 | 19 | Ahmed Duiedar        |  |             |
| D                 | 25 | Ali Jabr             |  | 20’         |
| D                 | 22 | Hamada Tolba         |  | Ammonizione |
| C                 | 3  | Tarek Hamed          |  | Ammonizione |
| C                 | 4  | Omar Gaber (c)       |  |             |
| C                 | 15 | Maarouf Youssef      |  | 61’         |
| C                 | 14 | Mohamed Ibrahim      |  | 66’         |
| C                 | 11 | Mohamed Abd El-Razek |  |             |
| A                 | 17 | Basem Morsy          |  | Ammonizione |
| A disposizione:   |    |                      |  |             |
| C                 | 8  | Mohamed Koffi        |  | 20’         |
| C                 | 14 | Ayman Hefny          |  | 61’         |
| C                 | 30 | Mostafa Fathi        |  | 66’         |
| Allenatore:       |    |                      |  |             |
| Jesualdo Ferreira |    |                      |  |             |

| Al-Ahly: (4-5-1)       |    |                   |  |             |             |
|                        |    |                   |  |             |             |
| P                      | 1  | Sherif Ekramy     |  |             |             |
| D                      | 24 | Ahmed Fathi       |  |             |             |
| D                      | 2  | Ramy Rabia        |  |             |             |
| D                      | 5  | Ahmed Hegazy      |  |             |             |
| D                      | 6  | Sabri Rahil       |  |             |             |
| C                      | 14 | Hossam Ghaly      |  |             |             |
| C                      | 25 | Hossam Ashour (c) |  |             | Ammonizione |
| C                      | 19 | Abdallah Said     |  | Ammonizione |             |
| C                      | 11 | Walid Soliman     |  | 61’         |             |
| C                      | 32 | Ramadan Sobhy     |  | 86’         |             |
| A                      | 15 | Malick Evouna     |  | 90+4’       |             |
| A disposizione:        |    |                   |  |             |             |
| C                      | 8  | Momen Zakaria     |  | 61’         |             |
| A                      | 29 | John Antwi        |  | 86’         |             |
| D                      | 23 | Mohamed Naguib    |  | 90+4’       |             |
| Allenatore:            |    |                   |  |             |             |
| Abdel-Aziz Abdel-Shafi |    |                   |  |             |             |

## Squadra vincitrice
| Vincitore della Supercoppa d'Egitto 2015 |
| ---------------------------------------- |
| Al-Ahly 9º titolo                        |